# Rio Caracol (vattendrag i Brasilien, Mato Grosso do Sul)
Rio Caracol är ett vattendrag i Brasilien.   Det ligger i delstaten Mato Grosso do Sul, i den södra delen av landet, 1 200 km sydväst om huvudstaden Brasília.
Omgivningarna runt Rio Caracol är huvudsakligen savann. Runt Rio Caracol är det glesbefolkat, med 8 invånare per kvadratkilometer.